# Corridoio Mare del Nord-Baltico
Il corridoio Mare del Nord-Baltico è il secondo dei nove assi prioritari del sistema di reti transeuropee dei trasporti (TEN-T).

## Percorso
Il corridoio Mare del Nord-Baltico attraversa otto nazioni europee: Finlandia, Estonia, Lettonia, Lituania, Polonia, Germania, Paesi bassi e Belgio. Lungo la sua rotta passa per: Helsinki, Tallinn, Ventspils, Riga, Klaipeda, Kaunas, Vilnius, Varsavia, Lodz, Poznan, Berlino, Magdeburgo, Hannover, Dortmund, Colonia, Liegi, Bruxelles, Anversa e Utrecht.